# Finrod Felagund
Finrod Felagund je izmišljen lik iz Tolkienove mitologije, serije knjig o Srednjem svetu britanskega pisatelja J. R. R. Tolkiena.
Bil je globoki vilin, najstarejši sin Finarfina in Eärwen ter brat Galadriel, Angroda in Aegnorja.